# Penisa
Penisa är ett släkte av fjärilar. Penisa ingår i familjen nattflyn.

## Dottertaxa tillPenisa, i alfabetisk ordning[1]
- Penisa albigrisea
- Penisa albilineata
- Penisa albitegulata
- Penisa albolinearia
- Penisa algae
- Penisa atricincta
- Penisa conversa
- Penisa erythroglauca
- Penisa flavicincta
- Penisa griseipennis
- Penisa inversa
- Penisa leprosa
- Penisa leucogramma
- Penisa leucosticta
- Penisa lichenostola
- Penisa minuta
- Penisa niviceps
- Penisa oblataria
- Penisa oinistis
- Penisa ornata
- Penisa parva
- Penisa poliorhoda
- Penisa purpurascens
- Penisa quadricostaria
- Penisa regulata
- Penisa rosea
- Penisa roseata
- Penisa rubrescens
- Penisa rubrifuscaria
- Penisa violacea